# Nommo

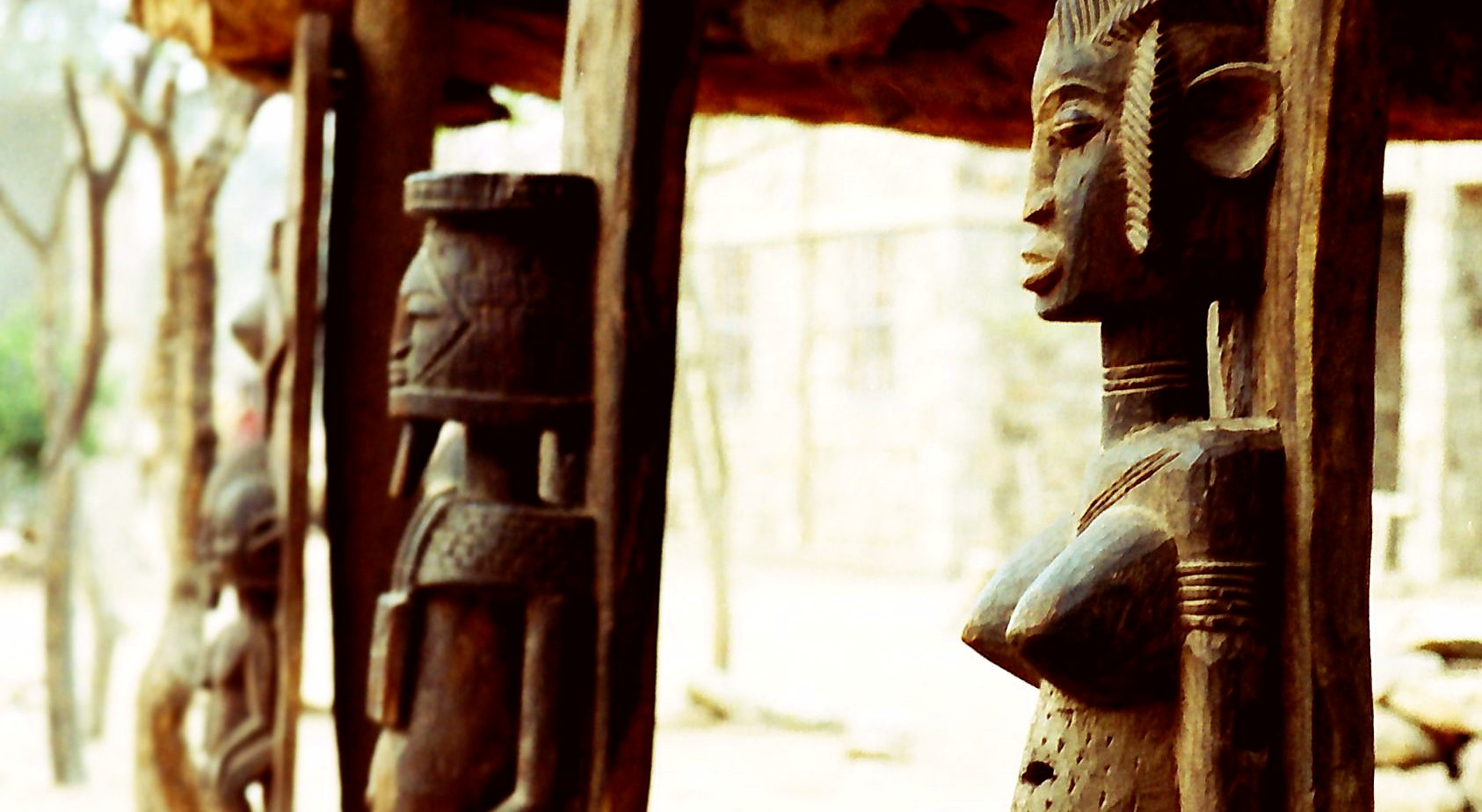
Dogonské sochy pod přístřeškem hogona

Nommo je prapůvodní duch předků (někdy také nahlížený jako nižší božstvo) v dogonském náboženství uctívaný v oblasti útesu Bandiagara v západoafrickém Mali. Klíčovými postavami v dogonském náboženství jsou dvojčata Nommo a Nummo (často však ztotožňovaní jako jeden, nebo také jako skupina duchů pod souhrnným názvem Nommo). Jedná se o hermafroditní vodní tvory, nazírané obdobně jako vodní božstva (to-vodun) v západoafrickém vodunu; mohou být znázorňováni s lidským tělem a rybím ocasem. Nommo má být první živý tvor stvořený nejvyšším bohem Ammou; krátce po svém stvoření se Nommo rozmnožil do čtyř párů dvojčat, přičemž jeden pár se vzepřel řádu založenému stvořitelem. Pro obnovení řádu bůh Amma obětoval dalšího tvora, jehož tělo rozřezal a rozptýlil po celém stvoření – na každém místě, kam dopadl fragment těla, měla být postavena svatyně.
Podle dogonské mytologie je Nommo spojen s hvězdou Sirius. Nommo měl být také při ustanovení prvního hogona – stařešiny a představeného dogonského náboženství.